# Monte Kelam
Monte Kelam (en indonesio: Gunung Kelam) es un domo granítico expuesto en Kalimantan occidental, en la isla de Borneo, parte del país asiático de Indonesia, y que se eleva hasta una altitud de 1.002 metros sobre el nivel del mar.
En 1894, el botánico alemán Johannes Gottfried Hallier se convirtió en el segundo europeo en escalar el Monte Kemal, después del Dr. Gürtler. Hallier subió a la cumbre cinco veces entre el 30 de enero y 13 de febrero de ese año.